# Santa Cruz de Mompox (Colômbia)

Localização do município de Santa Cruz de Mompox no departamento de Bolívar

Santa Cruz de Mompox é um município do departamento de Bolívar, na Colômbia.